# Weißenbach (Schwemmbach)
Der Weißenbach ist ein rechter Zufluss des Schwemmbachs im Kobernaußer Wald. Er verläuft im Bezirk Braunau am Inn im oberösterreichischen Innviertel.

## Verlauf
Der Bach entspringt südöstlich von Frauschereck (Gemeinde St. Johann am Walde) knapp 3 Kilometer südwestlich der Quelle des Schwemmbachs. Südwestlich der Weißbachquelle erhebt sich der Ablegberg (723 m), nordwestlich der Saustallberg (701 m), östlich jenseits des Schwemmbachlaufs steht der Hamberg (718 m ü. A.). Der Bach fließt zuerst in südwestliche Richtung, vorbei an der Weißenbachklause, und bildet streckenweise die Grenze der Gemeinden St. Johann und Lengau. Nach der Einmündung des von rechts und Norden kommenden Achbachs setzt er – nun auf Lengauer Gemeindegebiet – dessen südliche Fließrichtung fort. Nachdem von rechts und Nordwesten noch ein Bach aus dem Siegerertal zugemündet ist, fließt der Weißenbach durch den Ort Weißenbach, passiert den Ort Alte Hütte und mündet im ebenfalls zur Gemeinde Lengau gehörenden Schneegattern von Norden in den Schwemmbach.